# Sertab Erener
Sertab Erener (født 4. december 1964) er en tyrkisk sanger, bedst kendt internationalt som vinder af Eurovision Song Contest i 2003 med "Everyway That I Can". 